# Rose Tower
 (août 2021).
Si vous disposez d'ouvrages ou d'articles de référence ou si vous connaissez des sites web de qualité traitant du thème abordé ici, merci de compléter l'article en donnant les références utiles à sa vérifiabilité et en les liant à la section « Notes et références ».
La Rose Tower est un gratte-ciel de 333 mètres situé à Dubaï sur la Sheikh Zayed Road.
Sa construction a commencé le 1er février 2004 et s'est achevée en 2007. Lors de son achèvement, la Rose Tower était le deuxième plus haut gratte-ciel de Dubaï, derrière l'Emirates Tower One qui mesure 355m de haut.
La Rose Tower est toute proche de la 21st Century Tower, un autre gratte-ciel qui mesure 269 mètres de haut.